# Жашковский сахарный завод
Жашковский сахарный завод — предприятие пищевой промышленности в городе Жашков Жашковского района Черкасской области Украины.

## История

### 1860 - 1917
Сахарный завод в местечке Жашков Таращанского уезда Киевской губернии Российской империи был построен в 1860 году. Изначально предприятие было оборудовано шестью прессами и одним паровым котлом, производило 27,3 тыс. пудов сахара в год, численность рабочих составляла 350 человек (260 вольнонаёмных и крепостные крестьяне), которые жили в тяжёлых условиях (так, 84 работника были размещены в казарме длиной 9 и шириной 5,2 сажени).
В 1865 году продолжительность рабочего дня на сахарном заводе была 12 часов, зарплата составляла 15 - 30 копеек в день мужчинам и 5 - 7 копеек женщинам, широко применялся детский труд (в 1880 году здесь трудились 60 мальчиков младше 15 лет).
К концу XIX века стоимость рабочей силы снизилась из-за притока в эти места работников из других губерний, и к 1917 году количество рабочих завода увеличилось до 896 человек.
В ходе первой русской революции в 1905 году рабочие сахарного завода выступили с требованием повысить зарплату, после чего в местечко прибыл мировой посредник с драгунами и 17 человек из собравшихся на площади арестовали.
Перед началом первой мировой войны при сахарном заводе была открыта больница на 10 коек.

### 1918 - 1991
В феврале 1918 года здесь была установлена Советская власть, однако уже вскоре Жашков оккупировали австрийско-немецкие войска, которые оставались здесь до ноября 1918 года. В дальнейшем, до 1921 года селение оставалось в зоне боевых действий гражданской войны. В феврале 1921 года для охраны сахарного завода в Жашков прибыл 17-й полк 17-й кавалерийской дивизии РККА.
В апреле 1923 года Жашков стал районным центром, что ускорило его развитие. В 1925 году Жашковский сахарный завод был восстановлен и возобновил работу. В это время перерабатывающая мощность завода составляла 5730 центнеров свеклы в сутки, численность работников - 430 человек. 
В ходе индустриализации 1930-х годов завод был расширен и реконструирован. Здесь построили котельную, помещения для паровых турбин, в 1934 году к заводу проложили железнодорожную ветку. Позднее старое оборудование заменили на новое, установили вакуум-аппарат Вырового и паровую турбину. В  результате, в 1940 году перерабатывающая мощность завода составляла 11 тыс. центнеров свеклы в сутки. 
В ходе Великой Отечественной войны 19 июля 1941 года Жашков был оккупирован немецкими войсками. 6 января 1944 село освободили войска 1-го Украинского фронта РККА, но отступавшие гитлеровцы успели разрушить сахарный завод. 
Восстановление завода началось уже в 1944 году и проходило одновременно с восстановлением населённого пункта. После окончания войны, в соответствии с четвёртым пятилетним планом восстановления и развития народного хозяйства СССР завод был восстановлен и в 1948 году - начал работу. Перерабатывающая мощность завода в 1948 году составляла 6,5 тыс. центнеров свеклы в сутки, но объёмы изготовления сахара поначалу были невелики, так как местные колхозы были разрушены во время войны, а посевы сахарной свеклы сократились. В 1950 году завод был реконструирован, после чего перерабатывающая мощность увеличилась до 11,7 тыс. центнеров свеклы в сутки. В дальнейшем, он был преобразован в Жашковский сахарный комбинат (в состав которого вошли завод и обеспечивавший его свеклой местный совхоз).
При комбинате был открыт заводской клуб.
В 1958 году котельный цех комбината был переведён с угля на жидкое топливо, в 1959 году фильтр-прессы были заменены на дисковые фильтры.
В 1967 году перерабатывающая мощность комбината достигла 16,3 тыс. центнеров в сутки, и он был перешёл на новые условия планирования деятельности. Было дооборудовано кагатное поле, реконструированы заводская ТЭЦ и газовая печь, построена станция химической водоочистки. В результате, в 1968 году перерабатывающая мощность комбината достигла 18 тыс. центнеров в сутки. 
В 1971 году комбинат произвёл свыше 315 тыс. тонн сахара.
В целом, в советское время сахарный комбинат входил в число ведущих предприятий города.

### После 1991
В июле 1995 года Кабинет министров Украины утвердил решение о приватизации комбината. В дальнейшем, государственное предприятие было переименовано и реорганизовано в общество с ограниченной ответственностью.
Начавшийся в 2008 году экономический кризис осложнил положение предприятия. В конце мая хозяйственный суд Киева признал "Украинскую продовольственную компанию" (в собственности которой в это время находился завод) банкротом и начал процедуру её ликвидации. 
К началу июня 2010 года Жашковский сахарный завод оставался последним сахарным заводом в собственности УПК, поскольку сделка по его продаже сорвалась (так как кредиторская задолженность завода к этому времени составляла около 100 млн. гривен - и превышала стоимость завода).
В мае 2012 года хозяйственный суд Черкасской области начал процедуру банкротства завода.